# Z39.50
Le protocole Z39.50 est un protocole de communication informatique client-serveur pour rechercher à travers un réseau informatique des informations dans des bases de données. Il est surtout utilisé par les bibliothèques pour interroger simultanément plusieurs catalogues.

## Présentation
Lancé au sein d'un groupe de travail en 1979, le « Linked Systems Project » (LSP) réunissant entre autres la Bibliothèque du Congrès et l'OCLC, ce protocole a été pris en charge par le NISO au début des années 1980. Ce protocole a donné lieu à la norme américaine ANSI/NISO Z39.50 en 1988. Cette norme a servi de base pour la rédaction de la norme internationale ISO 23950 en 1998.
La Bibliothèque du Congrès des États-Unis a été désignée comme agence de maintenance et d'enregistrement dès 1988
Depuis 2001, les programmes SRU et SRW ont l'ambition de retranscrire les procédures pour les rendre conformes à celles du Web. Le produit est appelé provisoirement ZING (Z39.50 International: Next Generation). SRU (Search & Retrieve via URL) emploie des techniques REST pour transposer ce principe de méta-recherche dans une seule URL. Ce protocole utilise CQL (Contextual Query Language),, une syntaxe standardisée de représentation des requêtes. De son côté, SRW (Search & Retrieve via Webservices) emploie une encapsulation SOAP pour réaliser le même style de travail. Dans les deux cas, les résultats sont mis en forme sous formats XML. Le groupe de travail dédié s'inscrit dans la continuité de la norme Z39.50,. La Bibliothèque du Congrès des États-Unis est l'agence de maintenance et d'enregistrement de ce standard,.